# Admiral David G. Farragut
Admiral David G. Farragut, ou David G. Farragut Memorial, est une statue située à Washington, honorant le premier amiral de l'United States Navy et vétéran de la guerre de Sécession David Farragut.
Elle se trouve à Farragut Square et se compose d'une sculpture en bronze créée par Vinnie Ream posée sur un socle. Le bronze provient des hélices du USS Hartford. Le monument est inscrit au Registre national des lieux historiques dans l'ensemble des Monuments de la guerre de Sécession à Washington.

## Historique
En 1875, le Congrès des États-Unis lance un concours pour la réalisation de la statue de l'amiral David Farragut. C'est une jeune femme de 28 ans du nom de Vinnie Ream qui remporte les honneurs de sa réalisation. La statue du personnage de 3 mètres de haut (10 pieds) lui demande six ans de travail et en 1881, on procède au dévoilement de cette statue en bronze dans le square Farragut.

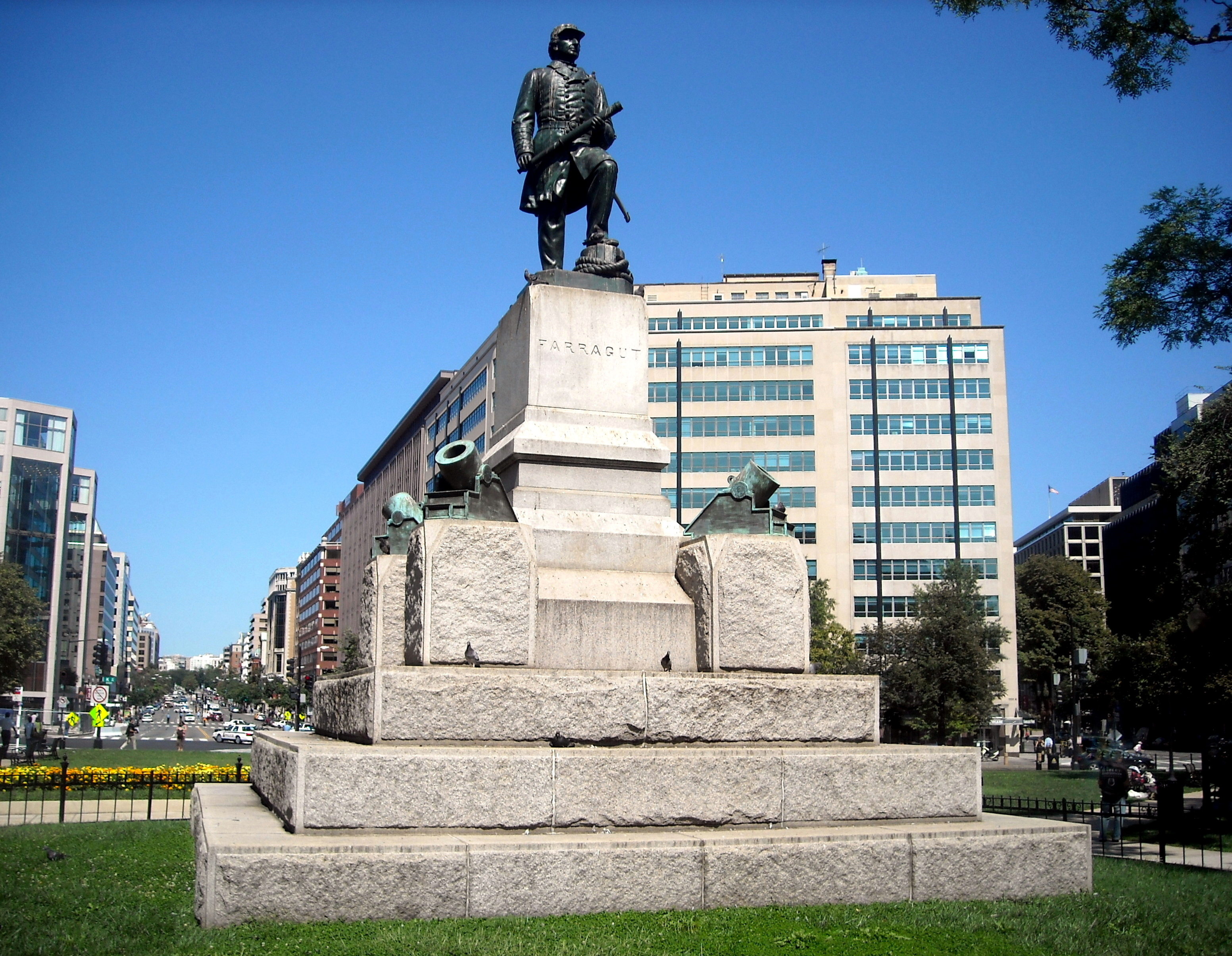
Admiral David G. Farragut.